# Área micropolitana de Clearlake
El área micropolitana de Clearlake,  y oficialmente como Área Estadística Micropolitana de Clearlake, CA µSA  tal como lo define la Oficina de Administración y Presupuesto, es un Área Estadística Micropolitana centrada en la ciudad de Clearlake en el estado estadounidense de California. El área micropolitana tenía una población en el Censo de 2010 de 64.665 habitantes, convirtiéndola en la 151.º área micropolitana más poblada de los Estados Unidos. El área micropolitana de Clearlake comprende el condado de Tehama, siendo Clearlake la ciudad más poblada.

## Geografía
El área micropolitana de Clearlake se encuentra ubicada en las coordenadas 40°08′N 122°14′O / 40.13, -122.23.

## Ciudades incorporadas
Corning |
Clearlake |
Tehama 

### Lugares designados por el censo
Bend |
Gerber-Las Flores |
Lake California |
Las Flores |
Los Molinos |
Gerber |
Manton |
Mineral |
Paskenta |
Paynes Creek |
Proberta |
Rancho Tehama Reserve |
Richfield 
Vina 

### Áreas no incorporadas
Dairyville |
Dales |
El Camino |
Flournoy |
Henleyville |
Lyonsville |
Kirkwood |
Mill Creek |
Red Bank |
Reeds Creek 